# Paradigma narrativo
El paradigma narrativo es una teoría de la comunicación conceptualizada por el estudioso de la comunicación del siglo XX Walter Fisher. El paradigma afirma que toda comunicación significativa ocurre vía storytelling o informando de acontecimientos. Los humanos participan como narradores y observadores de narrativas. Esta teoría afirma además que las historias son más persuasivas que los argumentos. Esencialmente, el paradigma narrativo nos ayuda a explicar cómo los humanos son capaces de comprender información compleja a través de lo narrativo.

## Fondo
El paradigma narrativo es una teoría que sugiere que los seres humanos son narradores naturales y que una buena historia es más convincente que un buen argumento. Walter Fisher desarrolló esta teoría como una solución haciendo argumentos coherentes. Fisher conceptualizó el paradigma como una forma de combatir problemas en la esfera pública. En ese momento, el paradigma del mundo racional era la teoría utilizada para satisfacer las controversias públicas. Creía que las historias tienen el poder de incluir un principio, medio y final de un argumento y que el paradigma del mundo racional no es eficaz en el sensemaking.
Fisher usa el término paradigma en lugar de teoría, lo que significa que un paradigma es más amplio que una teoría. Fisher declaró: "No hay género, incluida la comunicación técnica, que no sea un episodio en la historia de la vida".
Fisher creía que los humanos no son racionales y propuso que la narrativa es la base de la comunicación. Según este punto de vista, las personas se comunican contando / observando una historia convincente en lugar de producir evidencia o construir un argumento lógico. El paradigma narrativo supuestamente lo abarca todo, lo que permite que toda la comunicación se considere una narrativa aunque no se ajuste a los requisitos literarios tradicionales de una narrativa. Él afirma:
- Los humanos ven el mundo como un conjunto de historias. Cada uno acepta historias que coincidan con sus valores y creencias, entendidas como sentido común.[7]
- Aunque las personas afirman que sus decisiones son racionales,[7] incorporando la historia, cultura, y las percepciones sobre las otras personas involucradas, todas estas son subjetivas y no se comprenden completamente.
- La racionalidad narrativa requiere que las historias sean probables, coherentes y que exhiban fidelidad.[7]

La narración de cuentos es una de las primeras habilidades lingüísticas que desarrollan los niños. Es universal en todas las culturas y épocas.

## Paradigma mundial racional
Walter Fisher conceptualizó el paradigma narrativo en contraste directo con el paradigma del mundo racional. "El interés de Fisher en la narrativa se desarrolló a partir de su conclusión de que el modelo dominante para explicar la comunicación humana, el paradigma del mundo racional era inadecuado". El paradigma del mundo racional sugiere que un argumento es más persuasivo cuando es lógico. Esta teoría se basa en las enseñanzas de Platón y Aristóteles.
| Paradigma narrativo | Paradigma mundial racional                                                                                    |
| --- | --- |
| 1. Los humanos son narradores de historias.                                                                                    | 1. Los humanos son racionales.                                                                                |
| 2. La toma de decisiones y la comunicación se basan en "buenas razones".                                                       | 2. La toma de decisiones se basa en argumentos.                                                               |
| 3. Las buenas razones están determinadas por cuestiones de historia, biografía, cultura y carácter.                            | 3. Los argumentos se adhieren a criterios específicos de solidez y lógica.                                    |
| 4. La racionalidad se basa en la conciencia de las personas de la coherencia interna y la semejanza con la experiencia vivida. | 4. La racionalidad se basa en la calidad de la evidencia y los procesos formales de razonamiento.             |
| 5. Experimentamos un mundo que está lleno de historias y debemos elegir entre ellas.                                           | 5. El mundo puede entenderse como una serie de relaciones lógicas que se descubren a través del razonamiento. |

Según Aristóteles, algunas declaraciones son superiores a otras en virtud de su relación con el conocimiento verdadero. Esta vista afirma que:
- Las personas son esencialmente seres pensantes, que basan su conocimiento en un razonamiento basado en la evidencia.
- El argumento racional refleja el conocimiento y la comprensión, y cómo se presenta el caso. Estas cualidades determinan si el argumento es aceptado, siempre que la forma coincida con el foro, que puede ser científico, legal, filosófico, etc.
- El mundo es un conjunto de acertijos lógicos que se pueden resolver con la razón.[11]

## Paradigmas de la Comunicación
El Internet ha transformado los paradigmas de la comunicación en los medios. Esto se debe a que en cada ámbito de la vida humana existen rasgos de comunicación, Pero si hablamos de comunicación en general a través de la historia, existen 10 paradigmas de la comunicación, que nos hablan de cómo ha ido evolucionando la comunicación, con el paso de los años y con la aparición de nuevas tecnologías.
Es por eso que enumeraremos los paradigmas de la comunicación:
1. De audiencia a usuario
2. De medio a contenido
3. De soporte/formato a multimedia
4. De periodicidad a tiempo real
5. De escasez a abundancia
6. De intermediación a desintermediación
7. De distribución a acceso
8. De unidireccionalidad a interactividad
9. De lineal a hipertexto
10. De información a conocimiento

## Racionalidad narrativa
La racionalidad narrativa requiere coherencia y fidelidad, que contribuyen a los juicios sobre las razones.

### Coherencia
La coherencia narrativa es el grado en que una historia tiene sentido. Las historias coherentes son internamente consistentes, con suficiente detalle, personajes fuertes y sin sorpresas significativas. La capacidad de evaluar la coherencia se aprende y mejora con la experiencia. Los individuos evalúan la adherencia de una historia comparándola con historias similares. La prueba definitiva del sentido narrativo es si los personajes actúan de forma fiable. Si las figuras muestran continuidad en sus pensamientos, motivos y acciones, la aceptación aumenta. Sin embargo, los personajes que se comportan de manera inusual destruyen la aceptación.

### Fidelidad
La fidelidad narrativa es el grado en que una historia encaja en la experiencia del observador con otros relatos. Cómo la experiencia de una historia suena verdadera con historias pasadas que saben que son verdaderas en sus vidas. Las historias con fidelidad pueden influir en sus creencias y valores.
Fisher estableció cinco criterios que afectan la fidelidad narrativa de una historia. El primero de los requisitos son los valores que están incrustados en la historia. El segundo de los elementos es la conexión entre la historia y el valor propuesto. El tercero de los criterios son los posibles resultados que obtendrían las personas que se adhieran a los valores propugnados. Los dos últimos son, en primer lugar, la coherencia de los valores de la narrativa con los valores del observador y, por último, la medida en que los valores de la historia representan los valores más altos posibles en la experiencia humana.

## Evaluación de sistemas de razonamiento
El paradigma narrativo de Fisher ofrece una alternativa al análisis aristotélico, que domina el campo del pensamiento retórico. Las narrativas no requieren capacitación o experiencia para evaluar. El sentido común evalúa la coherencia y la fidelidad narrativas. Busselle y Bilandzic distinguen la racionalidad narrativa del realismo, escribiendo "Es notable que el poder de la narrativa no se ve disminuido por el conocimiento de los lectores o espectadores de que la historia está inventada. Por el contrario, las historias exitosas, aquellas que más nos involucran —A menudo son ficticios y poco realistas".
Alternativamente, Foucault afirmó que los sistemas de comunicación se formaron a través del savoir y pouvoir (conocimiento y poder) de las jerarquías que controlan el acceso a los discursos. Por lo tanto, los criterios para evaluar la confiabilidad e integridad de la evidencia, y si el patrón de razonamiento es sólido, no son absolutos, sino que los definen a lo largo del tiempo quienes ocupan puestos de autoridad. Esto es particularmente significativo cuando el proceso de pensamiento incluye valores y políticas además de datos empíricos.
En cambio, el paradigma narrativo afirma que cualquier individuo puede juzgar los méritos de una historia como base para la creencia y la acción.
La narración afecta todos los aspectos de la vida de cada individuo en ofertas verbales y no verbales para que alguien crea o actúe de cierta manera. Incluso cuando un mensaje parece abstracto, es decir, el lenguaje es literal y no figurativo, es una narración. Esto se debe a que está integrado en la historia en curso del narrador e invita a los observadores a evaluar su valor para sus propias vidas.
La racionalidad y emoción narrativa son complementarias dentro de una teoría narrativa. El primero considera la eficacia con la que la historia transmite su significado, así como sus implicaciones. Este último considera las reacciones emocionales de los observadores de la historia..  La emoción narrativa es una emoción que se siente por el bien de alguien o algo más.

## Aplicaciones
La teoría narrativa es un marco de evaluación dentro de varios campos de la comunicación. Quienes utilizan la teoría narrativa en su investigación se refieren a ella como una forma general de ver la comunicación. El paradigma narrativo generalmente se considera una teoría interpretativa de la comunicación. Es una teoría especialmente útil para enseñar métodos de investigación cualitativa.
La teoría de Fisher se ha considerado para dominios que van desde la comunicación organizacional hasta la interacción familiar, el racismo y la publicidad. McNamara propuso que el paradigma narrativo se puede utilizar con la narración militar para mejorar la percepción de las fuerzas armadas de Estados Unidos. Stutts Y Barker, de la Virginia Commonwealth Universitario, propusieron que el paradigma narrativo se puede utilizar para evaluar si la marca de una empresa será bien recibida por los consumidores, determinando si la narrativa creada tiene coherencia y fidelidad. Otros investigadores propusieron utilizar el paradigma narrativo para evaluar los estándares éticos en la publicidad. Roberts utilizó el paradigma narrativo como una forma de comprender mejor el uso de la narrativa en el folclore. Hobart propuso utilizar la teoría narrativa como una forma de interpretar leyendas urbanas y otros tipos de engaños.
El paradigma narrativo también es aplicable al evaluar las relaciones laborales multinacionales. Las interacciones globales entre grupos con diferentes antecedentes tienden a obstaculizar el progreso del grupo y la construcción de relaciones. Durante las últimas dos décadas, los académicos conceptualizan la diversidad en el lugar de trabajo utilizando varias teorías diferentes. A medida que las empresas continúan diversificándose, las empresas buscan modelos de comunicación que ayuden a gestionar la compleja estructura de las relaciones humanas. El paradigma narrativo sirve como una técnica de comunicación que muestra a las empresas cómo la aplicación de una buena historia podría brindar beneficios en la fuerza laboral. La narración de historias es una solución transcultural que establece credibilidad y confianza en las relaciones entre los trabajadores.

### Narrativa y política
Smith en 1984 realizó un ejemplo de un estudio que utilizó la teoría narrativa de manera más directa. Smith analizó la fidelidad y coherencia de las narrativas presentadas como plataformas de los partidos republicano y demócrata en los Estados Unidos y descubrió que, a pesar de las diferencias aparentes, cada partido pudo mantener la integridad y la fidelidad al permanecer consistente tanto en la estructura como en los valores generales del partido.

### Comunicación narrativa y sanitaria
Un estudio afirmó que los comunicadores de salud podrían alterar estratégicamente las características narrativas para afectar la identificación del lector. Encontró que las similitudes entre el lector y el protagonista de la narración, pero no el punto de vista del narrador, tienen un impacto directo en la capacidad de persuasión de la narrativa.

### Narrativa y branding
El procesamiento narrativo puede crear o mejorar las conexiones entre una marca y una audiencia. Las empresas y los negocios utilizan historias o marcas que sugieren una historia para generar lealtad a la marca. Las empresas invierten mucho en crear una buena historia a través de publicidad y relaciones públicas. En el desarrollo de marca, muchos especialistas en marketing se centran en definir una persona de marca (usuario típico) antes de construir una narrativa para esa marca. Los rasgos de carácter como la honestidad, la curiosidad, la flexibilidad y la determinación se incrustan en la persona. El compromiso con las implicaciones conductuales asociadas puede ayudar a la marca a mantener la coherencia con su narrativa.

### Narrativa y ley
Cada vez son más los juristas que afirman que la narrativa persuade en el derecho.  En un estudio, los jueces tienden a preferir los escritos jurídicos que adoptan un enfoque narrativo a los que no lo hacen.  En respuesta, los juristas han aplicado técnicas narrativas a la persuasión jurídica e incluso a la comunicación jurídica. Los estudiosos de este ámbito suelen denominar esta aplicación "Applied Legal Storytelling".

## Crítica
Los críticos del paradigma narrativo sostienen principalmente que no es tan universalmente aplicable como sugiere Fisher. Por ejemplo, Rowland afirmó que debería aplicarse estrictamente a la comunicación que se ajuste a los patrones narrativos clásicos para evitar socavar su credibilidad.
Otras críticas incluyen cuestiones de sesgo conservador. Kirkwood afirmó que la lógica de las buenas razones de Fisher se centra únicamente en los problemas predominantes, pero no ve todas las formas en que las historias pueden promover el cambio social. De alguna manera, tanto Kirkwood como Fisher están de acuerdo en que esta observación es más una extensión de la teoría que una crítica.
Stroud consideró narrativas "multivalentes" que incluyen valores o posiciones aparentemente contradictorias que obligan al lector a reconstruir su significado, permitiendo así juicios positivos de fidelidad narrativa y la adopción de nuevos valores.
Algunas formas de comunicación no son narrativas en la forma que sostiene Fisher. Muchas novelas / películas de ficción de ciencia y fantasía desafían en lugar de ajustarse a valores comunes.
El enfoque narrativo no proporciona una estructura más democrática que la impuesta por el paradigma del mundo racional. Tampoco ofrece una alternativa completa a ese paradigma. El paradigma narrativo atrajo la atención de los teóricos de la educación postestructuralistas por apelar a las nociones de verdad.

## Teorías relacionadas

### Teoría de la retórica
El paradigma narrativo incorpora tanto el pathos como el logos de la teoría retórica. La teoría de la retórica fue formulada por Aristóteles. Define la retórica como: los medios disponibles de persuasión. Incluye dos supuestos. En primer lugar, que los oradores públicos eficaces deben tener en cuenta a su audiencia. En segundo lugar, que los oradores públicos eficaces aporten pruebas.
Aristóteles dividió el discurso público en tres partes: el orador, el tema y la audiencia. Consideró a la audiencia como lo más importante, determinando el final y el objeto del discurso. Por lo tanto, el análisis de audiencia, que es el proceso de evaluar una audiencia y sus antecedentes, es fundamental.
En el segundo supuesto, la prueba de Aristóteles se refiere a los medios de persuasión. Y estos tres tipos de prueba son Ethos, Patetismo, y Logotipos.
- Ethos: El carácter percibido, la inteligencia y la buena voluntad de un hablante a medida que se revelan a través de su discurso.
- Logos: La prueba lógica que emplean los hablantes.
- Pathos: Las emociones que se extraen de los oyentes

Hay tres modos de ética
- Phronesis: Sabiduría práctica
- Arete: Carácter moral
- Eunoia: Fondo de comercio

### Modelos de situación
Cuando las personas experimentan una historia, la fase de comprensión es donde forman una representación mental del texto. Esta imagen mental se llama modelo de situación. Los modelos de situación son representaciones del estado de cosas descrito en un documento más que del texto en sí. Gran parte de la investigación sugiere que los observadores se comportan como si estuvieran en la historia y no como si estuvieran fuera de ella. Esto apoya el modelo de Fisher de que los componentes narrativos respaldados por buenas razones están relacionados con elementos en modelos de situación.

#### Espacio
Los modelos de situación representan aspectos relevantes del entorno de la narrativa. Los objetos que están espacialmente cerca de los observadores son generalmente más relevantes que los objetos más distantes. Lo mismo se aplica a los modelos de situación. Los observadores son igualmente más lentos para reconocer palabras que denotan objetos distantes de un protagonista que aquellos cercanos al protagonista. Cuando los observadores tienen un conocimiento extenso del diseño espacial del escenario de la historia (por ejemplo, un edificio), actualizan sus representaciones de acuerdo con la ubicación y los objetivos del protagonista. Tienen el acceso mental más rápido a la habitación a la que está cerca el protagonista. Por ejemplo, pueden decir más fácilmente si dos objetos están en la misma habitación si la habitación mencionada está cerca del protagonista. La interpretación del significado de un verbo que denota el movimiento de personas u objetos en el espacio, como acercarse, depende de sus modelos de situación. La interpretación de los observadores también depende del tamaño del hito y la velocidad de la figura. Los observadores se comportan como si estuvieran realmente presentes en la situación.

#### Metas y causalidad
En un estudio, los observadores reconocieron las metas que el protagonista aún no había logrado más rápidamente que las que acababa de lograr. Cuando Keefe y McDaniel presentaron a los sujetos con frases como "después de permanecer de pie durante un debate de 3 horas, el orador cansado se acercó a su silla (y se sentó)" y luego con palabras de prueba (por ejemplo, "se sentó"). Los sujetos tardaron aproximadamente la misma cantidad de tiempo en nombrar sentado cuando se omitió la cláusula sobre el orador sentado y cuándo se incluyó. Además, los tiempos de denominación fueron significativamente más rápidos en ambas condiciones que en una condición de control, en la que estaba implícito que el hablante permanecía de pie.